# Clubiona angulata
Clubiona angulata là một loài nhện trong họ Clubionidae.
Loài này thuộc chi Clubiona. Clubiona angulata được miêu tả năm 1976 bởi Charles Denton Dondale & Redner.